# Französische Rugby-Union-Meisterschaft 2001/02
Die Saison 2001/02 war die 103. Austragung der französischen Rugby-Union-Meisterschaft. Sie umfasste je 16 Mannschaften in der obersten Liga Top 16 und der zweithöchsten Liga Pro D2.

## Top 16
Die reguläre Saison der Top 16 umfasste je eine Vor- und Rückrunde, wobei die Mannschaften in zwei Wertungsgruppen eingeteilt waren. Jeweils die vier Bestplatzierten qualifizierten sich für die Playoffs, bestehend aus zwei Vierergruppen. Die zwei Besten beider Playoff-Gruppen gelangten ins Halbfinale. Im Endspiel, das am 7. Juni 2003 im Stade de France in Saint-Denis stattfand, spielten die Halbfinalsieger um den Bouclier de Brennus. Dabei setzte sich Biarritz Olympique gegen die SU Agen durch und errang zum dritten Mal den Meistertitel. Gleichzeitig zu den Playoffs fand eine Abstiegsrunde mit den jeweils vier schlechtesten Mannschaften der regulären Saison statt. Nach einer Vor- und Rückrunde stiegen die beiden Letzten, Atlantique Stade Rochelais und die US Dax, in die Pro D2 ab.
Die Punkte wurden wie folgt verteilt:
- 3 Punkte bei einem Sieg
- 2 Punkte bei einem Unentschieden
- 1 Punkte bei einer Niederlage
- 0 Punkte bei einem Forfait

### Platzierungsrunde
Gruppe 1
|    | Team                       | Spiele | Siege | Unent. | Ndlg. | Spiel- punkte | Diff. | Tabellen- punkte |
| -- | -------------------------- | ------ | ----- | ------ | ----- | ------------- | ----- | ---------------- |
| 1. | Biarritz Olympique         | 14     | 11    | 0      | 3     | 385:221       | + 164 | 36               |
| 2. | Stade Toulousain           | 14     | 10    | 0      | 4     | 346:272       | + 74  | 34               |
| 3. | AS Béziers                 | 14     | 9     | 0      | 5     | 366:285       | + 81  | 32               |
| 4. | Stade Français             | 14     | 9     | 0      | 5     | 315:244       | + 71  | 32               |
| 5. | US Colomiers               | 14     | 7     | 0      | 7     | 309:337       | − 28  | 28               |
| 6. | US Montauban               | 14     | 5     | 0      | 9     | 258:365       | − 107 | 24               |
| 7. | Atlantique Stade Rochelais | 14     | 3     | 0      | 11    | 259:350       | − 91  | 20               |
| 8. | US Dax                     | 14     | 2     | 0      | 12    | 250:411       | − 161 | 18               |

Gruppe 2
|    | Team                       | Spiele | Siege | Unent. | Ndlg. | Spiel- punkte | Diff. | Tabellen- punkte |
| -- | -------------------------- | ------ | ----- | ------ | ----- | ------------- | ----- | ---------------- |
| 1. | USA Perpignan              | 14     | 11    | 0      | 3     | 413:313       | + 100 | 36               |
| 2. | SU Agen                    | 14     | 10    | 0      | 4     | 364:245       | + 119 | 34               |
| 3. | AS Montferrand             | 14     | 7     | 0      | 7     | 351:296       | + 55  | 28               |
| 4. | CS Bourgoin-Jallieu        | 14     | 7     | 0      | 7     | 392:338       | + 54  | 28               |
| 5. | RC Narbonne                | 14     | 6     | 0      | 8     | 357:408       | − 51  | 26               |
| 6. | Section Paloise            | 14     | 6     | 0      | 8     | 266:408       | − 142 | 26               |
| 7. | CA Bordeaux-Bègles Gironde | 14     | 5     | 0      | 9     | 278:361       | − 83  | 24               |
| 8. | Castres Olympique          | 14     | 4     | 0      | 10    | 366:418       | − 51  | 22               |

### Playoffs
Gruppe A
|    | Team                | Spiele | Siege | Unent. | Ndlg. | Spiel- punkte | Diff. | Tabellen- punkte |
| -- | ------------------- | ------ | ----- | ------ | ----- | ------------- | ----- | ---------------- |
| 1. | Biarritz Olympique  | 6      | 4     | 1      | 1     | 153:125       | + 28  | 15               |
| 2. | SU Agen             | 6      | 3     | 1      | 2     | 163:116       | + 47  | 13               |
| 3. | CS Bourgoin-Jallieu | 6      | 2     | 1      | 3     | 127:179       | − 52  | 11               |
| 4. | Stade Français      | 6      | 0     | 3      | 3     | 133:159       | − 26  | 9                |

Gruppe B
|    | Team             | Spiele | Siege | Unent. | Ndlg. | Spiel- punkte | Diff. | Tabellen- punkte |
| -- | ---------------- | ------ | ----- | ------ | ----- | ------------- | ----- | ---------------- |
| 1. | Stade Toulousain | 6      | 5     | 0      | 1     | 198:120       | + 78  | 16               |
| 2. | AS Montferrand   | 6      | 3     | 0      | 3     | 146:161       | − 15  | 12               |
| 3. | USA Perpignan    | 6      | 2     | 0      | 4     | 127:154       | − 27  | 10               |
| 4. | AS Béziers       | 6      | 2     | 0      | 4     | 137:173       | − 36  | 10               |

### Abstiegsrunde
|    | Team                       | Spiele | Siege | Unent. | Ndlg. | Spiel- punkte | Diff. | Tabellen- punkte |
| -- | -------------------------- | ------ | ----- | ------ | ----- | ------------- | ----- | ---------------- |
| 1. | US Montauban               | 22     | 11    | 0      | 11    | 483:610       | − 127 | 44               |
| 2. | US Colomiers               | 22     | 9     | 2      | 11    | 487:517       | − 30  | 42               |
| 3. | RC Narbonne                | 22     | 10    | 0      | 12    | 577:642       | − 65  | 42               |
| 4. | CA Bordeaux-Bègles Gironde | 22     | 9     | 0      | 13    | 457:526       | − 69  | 40               |
| 5. | Castres Olympique          | 22     | 8     | 1      | 13    | 624:570       | + 54  | 39               |
| 6. | Section Paloise            | 22     | 8     | 1      | 13    | 484:636       | − 152 | 39               |
| 7. | Atlantique Stade Rochelais | 22     | 8     | 0      | 14    | 485:565       | − 80  | 38               |
| 8. | US Dax                     | 22     | 5     | 0      | 17    | 399:648       | − 249 | 32               |

### Halbfinale
| 1. Juni 2002 | SU Agen                                                                           | 15 : 21 | Stade Toulousain                     | Stade de la Mosson, Montpellier |
| 1. Juni 2002 | Versuche: Garbajosa, Desbrosse Erhöhungen: Delaigue (1) Straftritte: Delaigue (1) |         | Straftritte: Lamaison (4), Gelez (3) | Stade de la Mosson, Montpellier |

| 1. Juni 2002 | Biarritz Olympique                                                                       | 31 : 12 | AS Montferrand            | Stade Chaban-Delmas, Bordeaux |
| 1. Juni 2002 | Versuche: Bidabé, Roff, Peyrelongue Erhöhungen: Roff (2) Straftritte: Roff (2), Legg (2) |         | Straftritte: Merceron (4) | Stade Chaban-Delmas, Bordeaux |

### Finale
| 8. Juni 2002 | Biarritz Olympique                                                                      | 25 : 22 n. V.          | SU Agen                                                       | Stade de France, Saint-Denis Zuschauer: 78.457 Schiedsrichter: Didier Mené |
| 8. Juni 2002 | Versuche: Bernat-Salles Erhöhungen: Roff (1) Straftritte: Roff (5) Dropgoals: Mazas (1) | (16:13, 19:19) Bericht | Versuche: Barrau Erhöhungen: Gelez (1) Straftritte: Gelez (5) | Stade de France, Saint-Denis Zuschauer: 78.457 Schiedsrichter: Didier Mené |

Aufstellungen
Biarritz Olympique:

Startaufstellung: Emmanuel Ménieu, Jean-Michel Gonzalez, Denis Avril, Jean-Philippe Versailles, Olivier Roumat, Serge Betsen, Christophe Milhères, Thomas Lièvremont, Nicolas Morlaes, Julien Peyrelongue, Philippe Bidabé, John Isaac, Joe Roff, Philippe Bernat-Salles, Nicolas Brusque 

Auswechselspieler: Olivier Nauroy, Didier Chouchan, Sotele Puleoto, Laurent Mazas, Guillaume Bousses, Noël Curnier, Stuart Legg
SU Agen:

Startaufstellung: Jean-Jacques Crenca, Jean-Baptiste Rué, Omar Hasan, David Couzinet, Christophe Porcu, Mathieu Lièvremont, Philippe Benetton, Thierry Labrousse, Mathieu Barrau, François Gelez, Christophe Manas, Luc Lafforgue, Conrad Stoltz, Pépito Elhorga, Christophe Lamaison 

Auswechselspieler: Guillaume Bouic, Maurice Barragué, Nicolas Martin, Philippe Piacentini, Patrick Blanco, Xavier Guillemet, François Tandonnet

## Pro D2
Die reguläre Saison dauerte 30 Spieltage (je eine Vor- und Rückrunde). Die zwei bestklassierten Mannschaften, Stade Montois und der FC Grenoble, stiegen in die Top 16 auf. Zwei Mannschaften mussten in die Amateurliga Fédérale 1 absteigen, die US Tours und der FCS Rumilly.
Tabelle
|     | Team                  | Spiele | Siege | Unent. | Ndlg. | Spiel- punkte | Diff. | Tabellen- punkte |
| --- | --------------------- | ------ | ----- | ------ | ----- | ------------- | ----- | ---------------- |
| 1.  | Stade Montois         | 30     | 25    | 1      | 4     | 939:563       | + 376 | 81               |
| 2.  | FC Grenoble           | 30     | 24    | 1      | 5     | 892:500       | + 392 | 79               |
| 3.  | CA Brive              | 30     | 22    | 0      | 8     | 1009:516      | + 493 | 74               |
| 4.  | Tarbes Pyrénées Rugby | 30     | 20    | 2      | 8     | 819:528       | + 291 | 72               |
| 5.  | FC Auch               | 30     | 16    | 1      | 13    | 756:689       | + 67  | 63               |
| 6.  | RC Toulon             | 30     | 15    | 2      | 13    | 729:640       | + 89  | 62               |
| 7.  | Montpellier RC        | 30     | 16    | 0      | 14    | 770:706       | + 64  | 62               |
| 8.  | Stade Aurillacois     | 30     | 14    | 2      | 14    | 694:743       | − 49  | 60               |
| 9.  | Aviron Bayonnais      | 30     | 12    | 3      | 15    | 652:686       | − 34  | 57               |
| 10. | US Tyrosse            | 30     | 10    | 2      | 18    | 657:808       | − 151 | 52               |
| 11. | RC Aubenas Vals       | 30     | 11    | 0      | 19    | 571:770       | − 199 | 52               |
| 12. | US Marmande           | 30     | 10    | 1      | 19    | 639:651       | − 12  | 51               |
| 13. | Racing Métro 92       | 30     | 10    | 1      | 19    | 530:741       | − 211 | 51               |
| 14. | CA Périgueux          | 30     | 9     | 3      | 18    | 541:864       | − 323 | 51               |
| 15. | US Tours              | 30     | 9     | 1      | 20    | 559:795       | − 236 | 49               |
| 16. | FCS Rumilly           | 30     | 6     | 2      | 22    | 471:823       | − 352 | 44               |

Die Punkte wurden wie folgt verteilt:
- 3 Punkte bei einem Sieg
- 2 Punkte bei einem Unentschieden
- 1 Punkte bei einer Niederlage
- 0 Punkte bei einem Forfait